# Gloryhammer
Gloryhammer är ett brittiskt epic power metalband startat i Skottland 2010 av Christopher Bowes, sångare i Alestorm. År 2013 utgav bandet sitt debutalbum, Tales from the Kingdom of Fife på skivbolaget Napalm Records.

## Medlemmar
Nuvarande medlemmar
- Christopher Bowes – keyboard (2010– )
- Paul Templing – gitarr (2010– )
- James Cartwright – basgitarr (2010– )
- Ben Turk – trummor (2010– )
- Sozos Michael – sång (2021– )

Tidigare medlemmar
- Thomas Winkler – sång (2011–2021)

Turnerande medlem
- Michael Barber – keyboard

## Diskografi
Studioalbum
- 2013 – Tales from the Kingdom of Fife (Napalm Records)
- 2015 – Space 1992: Rise of the Chaos Wizards
- 2019 – Legends from Beyond the Galactic Terrorvortex
- 2023 - Return to the Kingdom of Fife

Singlar
- 2019 – "Gloryhammer"
- 2019 – "The Siege of Dunkeld (In Hoots We Trust)"
- 2022 – "Fly Away"
- 2023 - "Keeper of Celstial Flame of Abernathy"
- 2023 - "Holy Flaming Hammer of Unholy Cosmic Frost"
- 2023 - "Wasteland Warrior Hoots Patrol"
- 2024 - "He Has Returned"
- 2025 - "On The Quest For Aberdeen"